# Jules Védrines
Jules Charles Toussaint Védrines (Saint-Denis, 29 dicembre 1881 – Saint-Rambert-d'Albon, 21 aprile 1919) è stato un aviatore francese.

## Biografia
Jules Védrines fu un pioniere dell'aviazione francese, noto soprattutto per essere stato il primo pilota a superare le 100 miglia orarie e per aver vinto la gara del Gordon Bennett Trophy nel 1912. Védrines fece il suo ingresso nel mondo dell'aviazione come lavoratore; successivamente diventò sviluppatore presso le Officine Gnome Motor, infine meccanico al servizio di Robert Loraine, un attore e pilota inglese. Quest'ultima esperienza gli fece maturare il desiderio di diventare aviatore. Una volta ottenuto il brevetto di pilota, diede un saggio della sua bravura sorvolando Parigi a bassa quota mentre lanciava fiori sui partecipanti ad una processione.
Nel 1911, ai comandi di un monoplano Morane-Borel a un solo motore, uno dei primi aerei francesi, Jules Védrines vinse il raid aereo Parigi-Madrid, mentre durante la prima guerra mondiale, venne arruolato nell'aviazione francese.

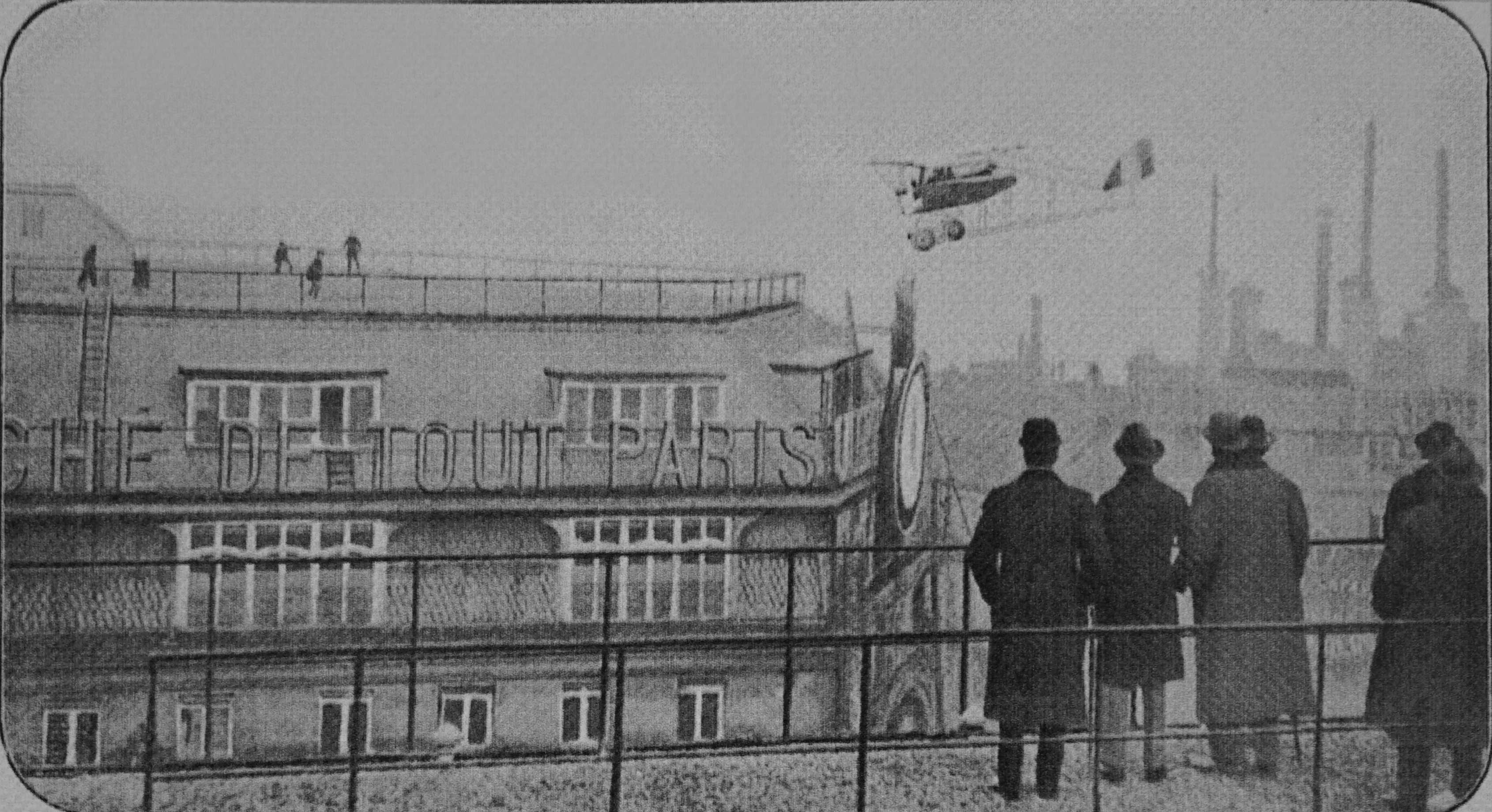
Jules Védrines atterra sul tetto delle Galeries Lafayette. Parigi, 19 gennaio 1919.

Védrines compì la sua impresa più spettacolare a Parigi il 19 gennaio 1919. Alle 12.30, sfidando il divieto della prefettura, l'aviatore atterrò a bordo di un Caudron G.3 sulla terrazza delle Galeries Lafayette, una pista "impossibile": appena 12 metri per 18. A lanciare la sfida, mettendo in palio 25.000 franchi, erano stati gli stessi Grandi Magazzini. Jules Védrines vinse la gara, incassò il premio ma fu multato dalla polizia. In commemorazione dell'evento è stata posta una stele sul luogo dell'atterraggio.
Tre mesi dopo lo spericolato tentativo, quando sembrava che nulla potesse più fermare il temerario aviatore, il destino gli riservò un incidente fatale. Il 21 aprile 1919, durante il volo d'inaugurazione della linea Parigi-Roma, Jules Védrines si schiantò a Saint-Rambert-d'Albon a causa della rottura del motore dell'aeroplano. Assieme al pilota perse la vita anche il meccanico Giullain. Due giorni dopo Parigi rese omaggio a Védrines con un funerale, a cui presero parte centinaia di migliaia di cittadini commossi e silenziosi. Le sue spoglie riposano nel Cimitero parigino di Pantin.